# Heilpflanzengarten Celle

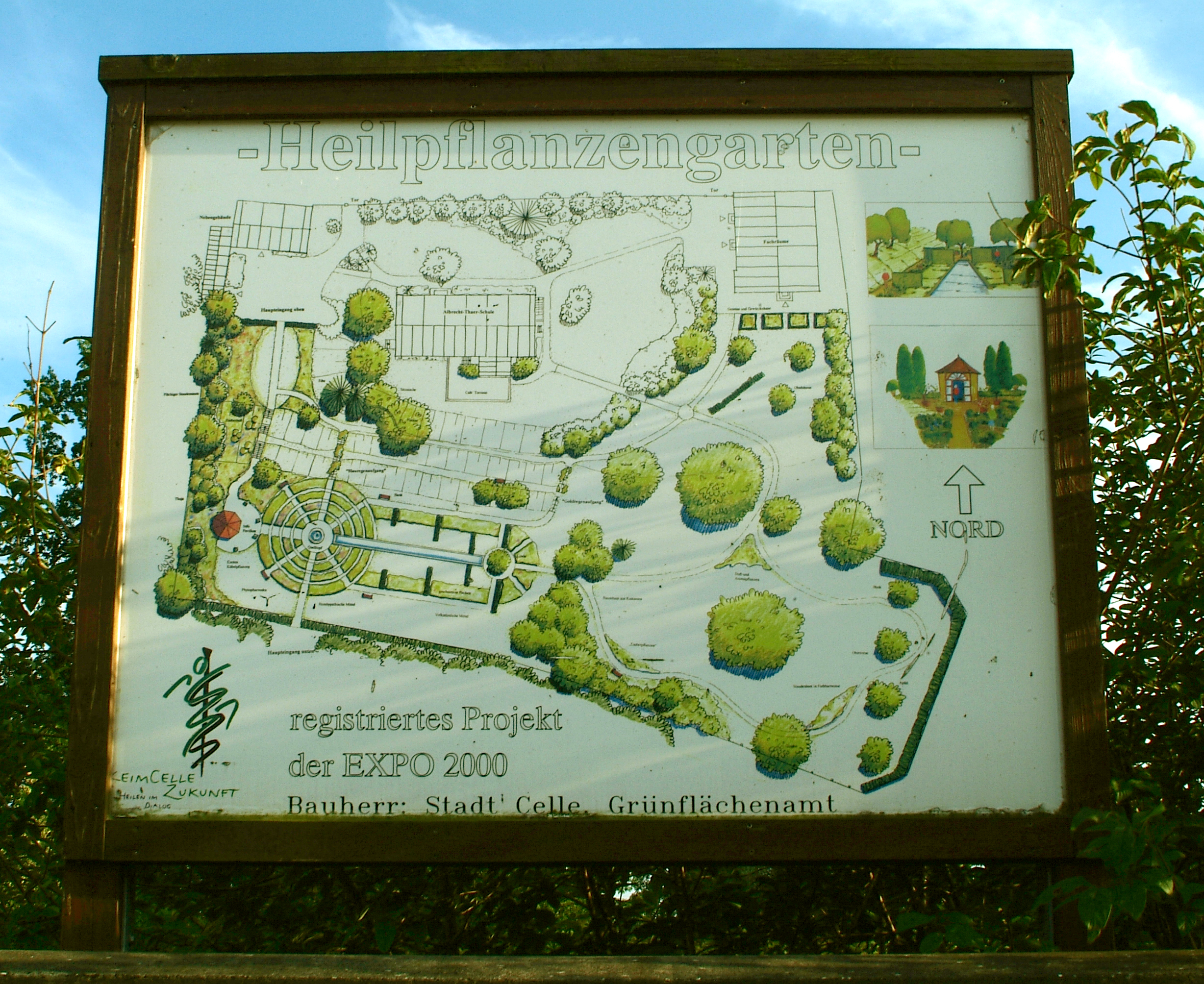
Übersichtsplan des Gartens an der Wittinger Straße

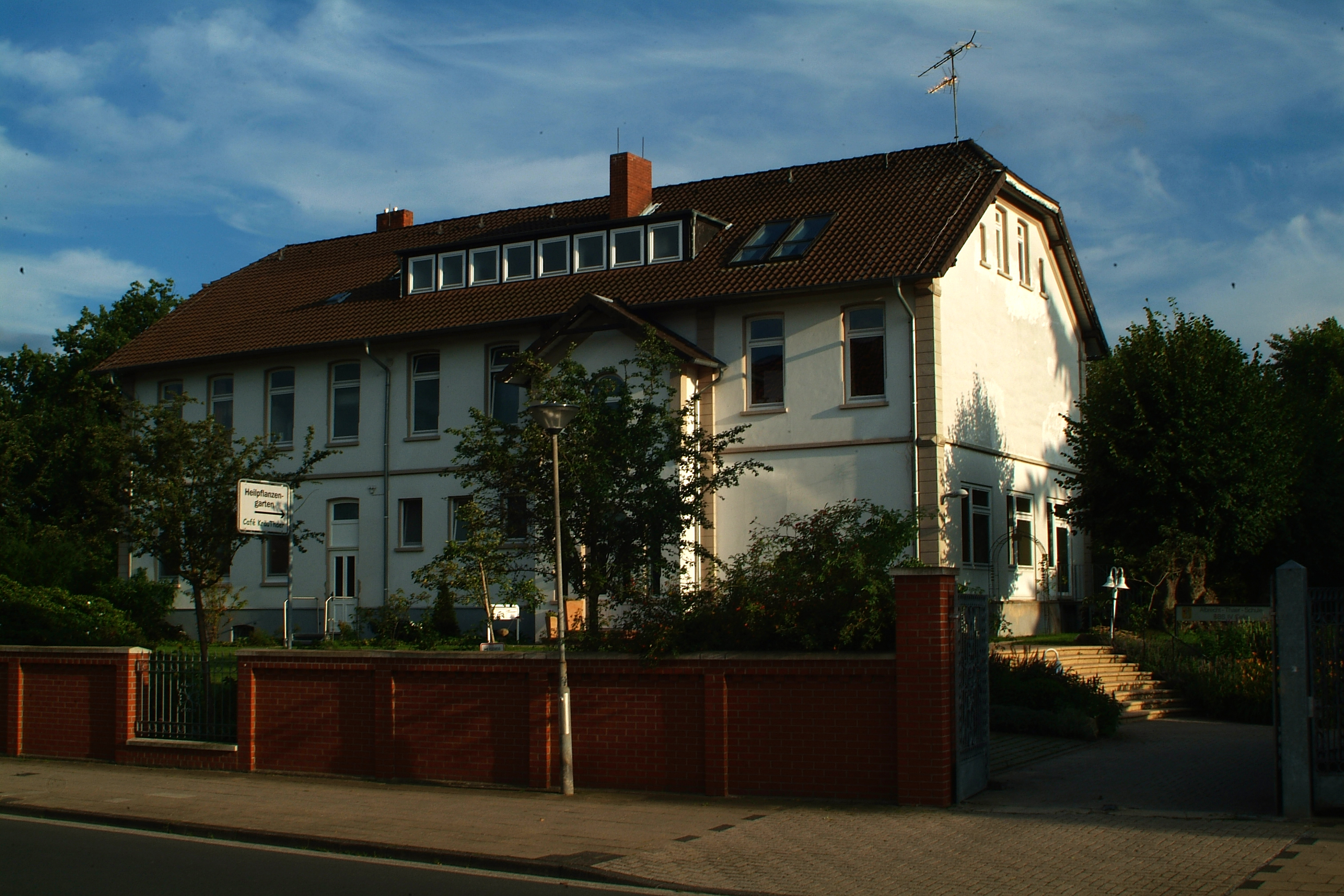
Gebäude der Landfrauenschule und der BBS IV, Albrecht-Thaer-Schule, Fachschule für Landtourismus und Direktvermarktung

Der Heilpflanzengarten Celle ist ein Park in Celle zwischen der Dammaschwiese und der Wittinger Straße. In einem „der größten Heilpflanzengärten Europas“ werden angebaute Heilpflanzen auf rund 7.000 m² zwischen März und November erläutert mittels Informationstafeln oder durch Führungen. Aber auch Duft-, Aroma-, Gift- und „Zauberpflanzen“ werden vorgestellt. Auch Bezüge zu Sebastian Kneipp und Hildegard von Bingen werden dargestellt.
Auf dem Gelände befindet sich – als Ableger der Albrecht-Thaer-Schule Celle – die Fachschule für Landtourismus und Direktvermarktung: Hier werden im „Café KräuThaer“ und dem „KräuThaer Laden“ Produkte als Teil des Ausbildungskonzeptes angeboten.

## Geschichte
Nach der organisatorischen Angliederung der traditionsreichen Landfrauenschule an die Albrecht-Thaer-Schule in Celle 1974 suchte die Stadt „im Rahmen der EXPO 2000 [...] ein Gelände für einen Heilpflanzengarten.“ So schuf die Stadt Celle als Bauherr mit dem Grünflächenamt auf dem ehemaligen „Bauerngarten“ der Fachschule den Heilpflanzengarten mit Rasenflächen, Informations-Pavillon und Brunnenanlage.
Zeitgleich entstanden das „Café KräuThaer“ und der „KräuThaer Laden“, die mit ihrer Namensgebung an den in Celle geborenen Agrarwissenschaftler Albrecht Daniel Thaer erinnern, der in dem nahegelegenen (heutigen) „Thaers Garten“ einen ersten Versuchsbetrieb eingerichtet hatte.

Bestand (Auswahl)
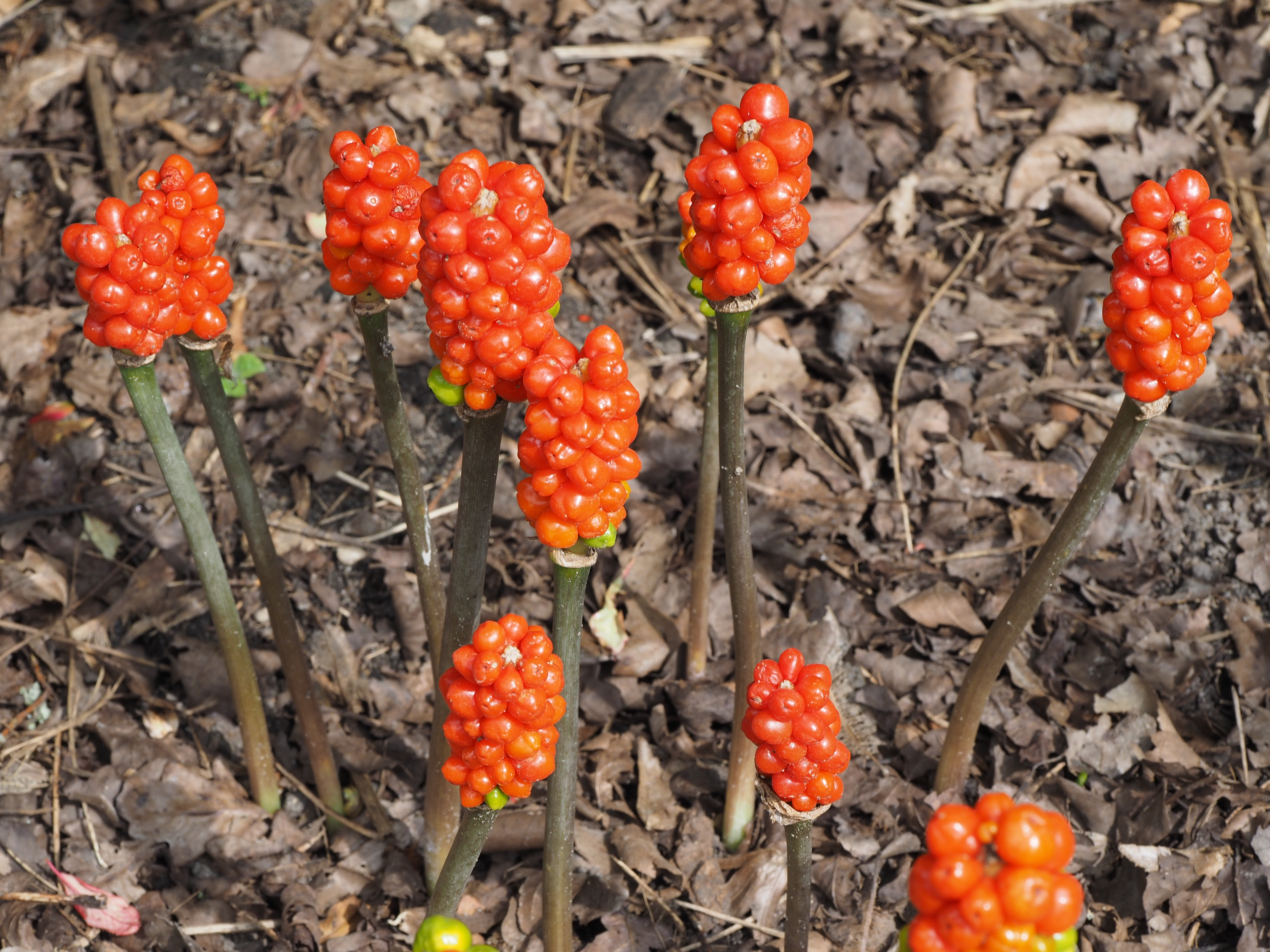
Aronstab (Arum maculatum)
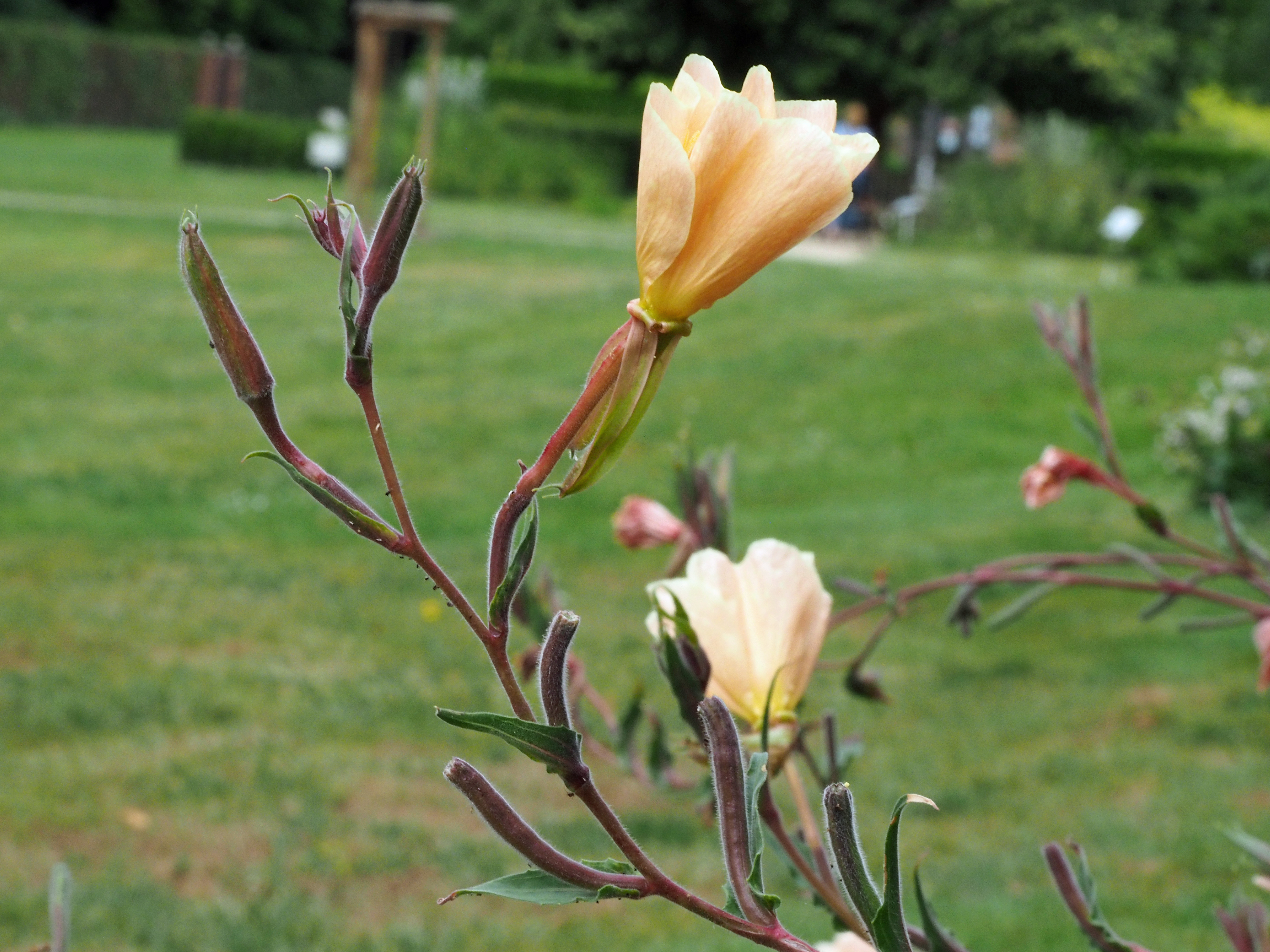
Duftnachtkerze (Oenothera odorata)
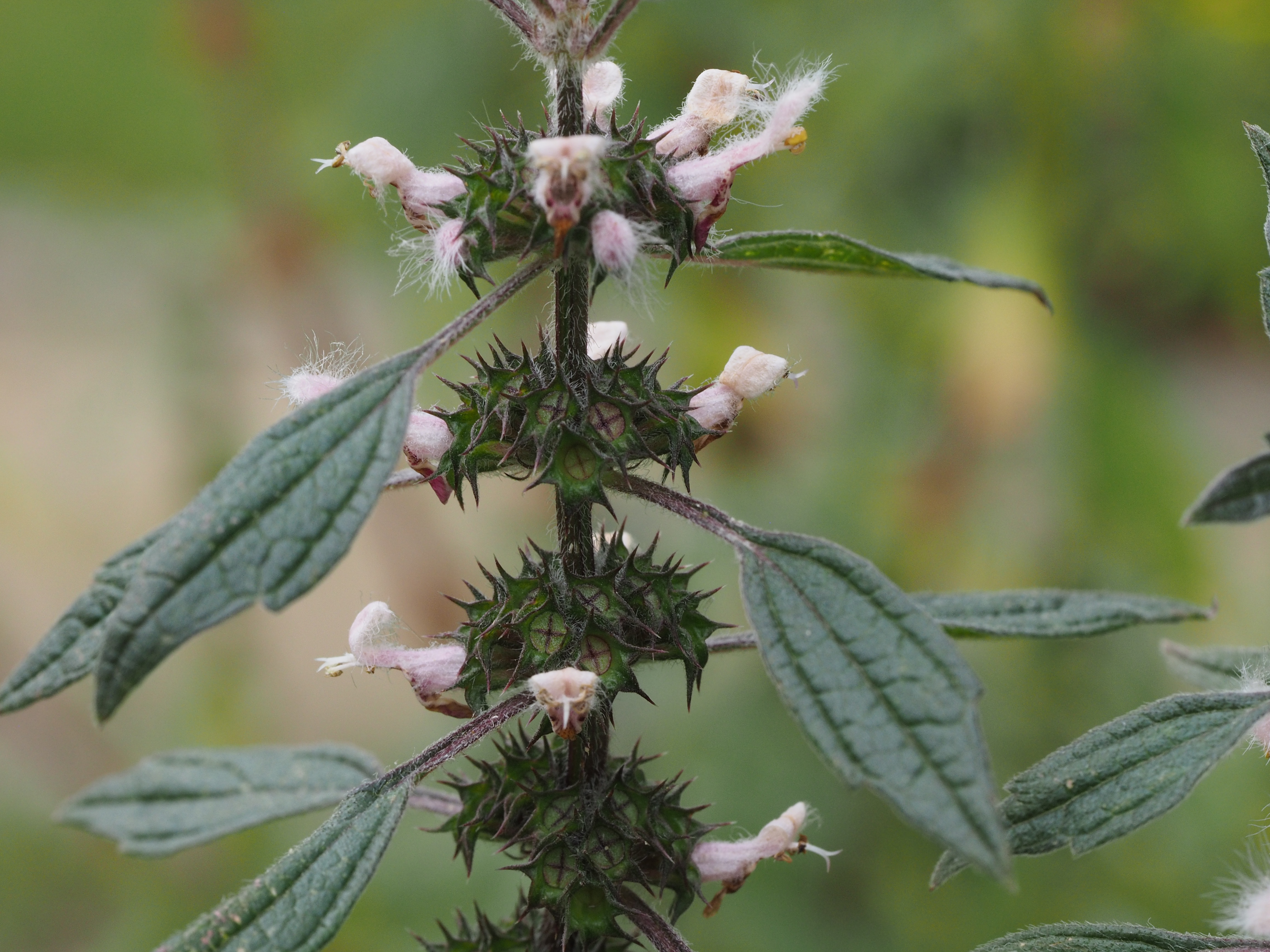
Herzgespann (Leonurus cardiaca)
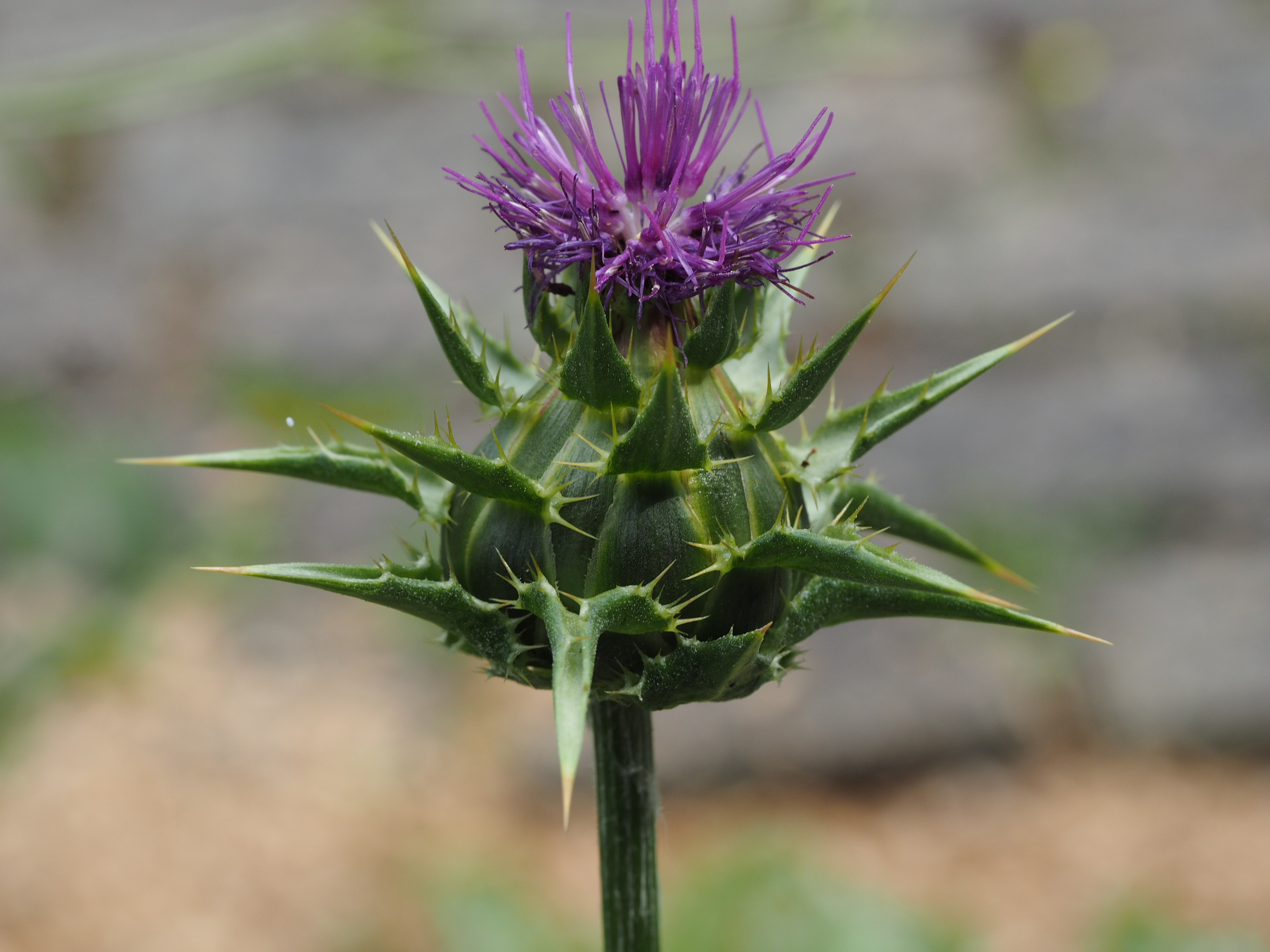
Mariendistel (Silybum marianum)
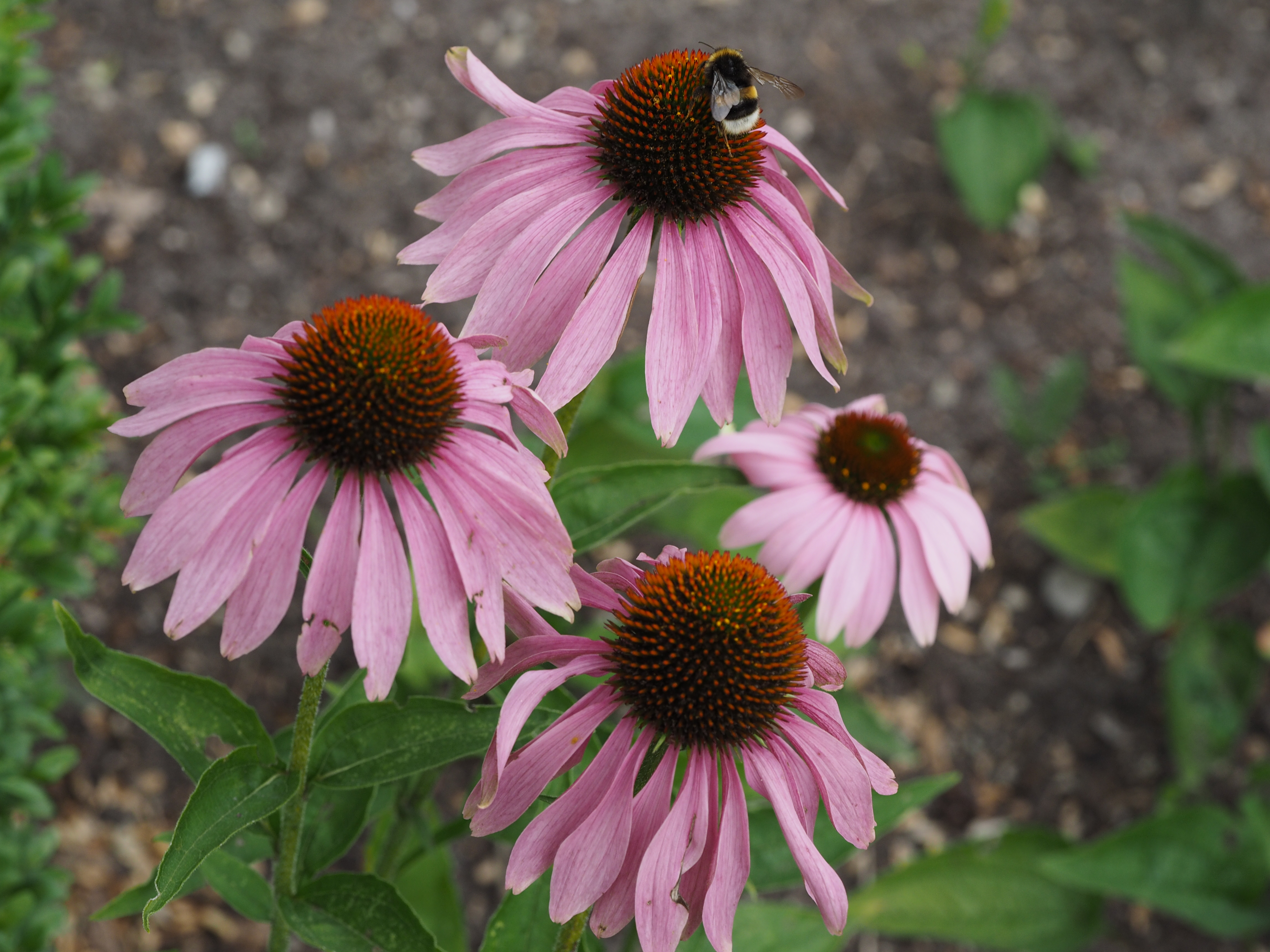
Purpur-Sonnenhut (Echinacea purpurea)